# 篠原直人
篠原 直人（しのはら なおと、1982年12月27日 - ）は、日本の戦史研究家、文筆家。アトリエ「空のカケラ」主催。水戸歩兵第二聯隊ペリリュー島慰霊会理事、第二師団勇会有志会（戦友遺族会）代表代行。宇都宮市航空PRキャラクター「蒼空はるかプロジェクト」の企画立案者。

## 来歴
栃木県宇都宮市出身。宇都宮市西川田町にあるアトリエ「空のカケラ」を主催している。
宇都宮市を衛戍地とした陸軍第14師団が太平洋戦争中に駐留したパラオ戦跡の調査・取材を10回以上実施している。篠原の調査により、パラオで不時着した零式艦上戦闘機の搭乗員の身元が割り出され、遺族にも伝えられた。資料集『パラオ戦跡を歩く』を出版し、2014年9月25日、戦友遺族会の例会で会員の高齢化に伴い、若い世代に会長や運営役員を移譲する提案が出され、2015年1月から篠原が戦友遺族会の代表となった。なおこの勇会有志会は2017年3月に閉会した。
ペリリューの戦いの日本側指揮官だった中川州男の評伝をもとに制作された映画『追憶』（2016年公開）では、「資料協力」としてクレジットされた。
宇都宮市航空PRキャラクター「蒼空はるかプロジェクト」の企画立案者である。2018年には篠原が原案の宇都宮市航空PRキャラクター『蒼空はるか』のコミックが発売された。

## 著作・他

### 書籍
- 『パラオ戦跡を歩く』姿川出版、2015年
- 『DIVE！元彗星艦爆パイロット大野善也（徳兵衛）氏インタビュー　本人監修』姿川出版、2015年
- 『帝国陸軍飛行戦隊総覧』姿川出版、2018年
- 『遥かなる蒼穹の戦記 ―サムライパイロット 魂の証言録― 』ダイアプレス、2020年
- 『不死鳥の戦記 』ダイアプレス、2020年
- 『忘れえぬ特攻の記録 』ダイアプレス、2020年

### 共著
- 『戦鳥～帝国陸海軍航空機総覧』姿川出版、2019年　篠原直人(著)、櫻井綾乃(著)
- 『蒼空はるか』漫画１巻〜２巻　佐藤ヤス（作画）、篠原直人（企画・原案・監修）2018年〜

### 寄稿
- 『日本陸軍名機物語』ダイアプレス、2018年
- 『自衛隊の陸・海・空　最新国防兵器2019』菊池 雅之 (著)、 稲葉 義泰 (著)　ダイアプレス、2019年
- 『空母あるある大図鑑』稲葉 義泰 (著)　ダイアプレス、2019年

### 協力
- ＴＢＳテレビ『パラオに眠る零戦、足跡たどる遺族の旅』2013年

- 『ペリリュー ─楽園のゲルニカ─ 』(ヤングアニマルコミックス) 武田一義 (著)、平塚 柾緒(太平洋戦争研究会) (著)　漫画１巻〜９巻 – 2016年7月29日発売〜現在

- NHK Eテレ『先人たちの底力 知恵泉』「ゼロ戦開発の光と影～世界に通用する技術を生むには～」2016年12月6日　午後10時-10時45分放送

- 下野新聞『船坂弘特集』2018年8月14日掲載

- NHK Eテレ『又吉直樹のヘウレーカ！』2019年6月26日放送

### 出演
- FM栃木　RADIO BERRY『愉快なラジオ』　2018年8月3日
- FM栃木　RADIO BERRY『愉快なラジオ』　2019年9月6日[8]

### イラスト・デザイン
- 『日本海軍最強艦艇大図鑑』古田 和輝 (著)　ダイアプレス、2019年

- 『自衛隊の陸・海・空　最新国防兵器2019 』菊池 雅之 (著),、稲葉 義泰 (著)　ダイアプレス、2019年
- 『海上自衛隊365日パーフェクト写真集』伊藤明弘(編)　ダイアプレス、2020年

- 『ドキュメント　真珠湾攻撃』古田 和輝 (著)　ダイアプレス、2020年
- 『日本陸軍海軍航空機完全ガイド　永久保存版』古田 和輝 (著)　ダイアプレス、2020年